# Parafia św. Faustyny w Plewiskach
Parafia Świętej Faustyny – rzymskokatolicka parafia znajdująca się we wsi Plewiska, w gminie Komorniki, w powiecie poznańskim; należy do dekanatu komornickiego.
Od 1 lutego 2023 roku funkcję proboszcza pełni ks. Krzysztof Szymendera.